# Siège de Petersburg
Pour les articles homonymes, voir Bataille de Petersburg.
Guerre de Sécession
Batailles
Campagne de Richmond-Petersburg
- 1re Petersburg
- 2e Petersburg
- Jerusalem Plank Road
- Raid de Wilson–Kautz
- Stauton River Bridge
- Sappony Church
- 1re Ream's Station
- 1re Deep Bottom
- Cratère
- 2e Deep Bottom
- Globe Tavern
- 2e Ream's Station
- Raid de Beefsteak
- Chaffin's Farm
- Peebles' Farm
- Vaughan Road
- Darbytown & New Market Roads
- Darbytown Road
- Fair Oaks & Darbytown Road
- Boydton Plank Road
- Bataille de Trent's Reach
- Hatcher's Run
- Fort Stedman

Le siège de Petersburg (ou campagne de Richmond-Petersburg), en Virginie, s'est déroulé au cours de la guerre de Sécession entre le 15 juin 1864 et le 25 mars 1865.
Durant neuf mois, les forces de l'Union commandées par le général Grant tentèrent de prendre d'assaut la ville. Ils creusèrent un réseau de tranchées qui finit par atteindre la longueur de 30 miles (près de 50 km) à l'est et au sud de la ville.
La place était stratégique, car elle ravitaillait l'armée de Virginie du Nord du général Robert Lee, et la ville de Richmond. Lee finit par abandonner les deux villes en avril 1865, ce qui conduisit à sa reddition lors de la bataille d'Appomattox.
La plus grande concentration de troupes afro-américaines de toute la guerre eut lieu lors de ce siège. En réalité, il s'agit d'une bataille dans les tranchées. Elles subirent de lourdes pertes lors de divers engagements, essentiellement lors de la bataille du Cratère et des combats de Chaffin's Farm.

## Situation avant la bataille
Petersburg était une cité prospère de 18 000 habitants, située en un point stratégique sur la rivière Appomattox, au croisement de cinq voies de chemin de fer desservant entre autres Richmond, la capitale confédérée, qui se trouve 35 km au Nord. Elle constituait donc une place vitale pour l'approvisionnement de la capitale, et pour tout le trafic ferroviaire au Nord des États Confédérés.
Les combats débutèrent à la mi-juin 1864, peu après la défaite des armées de l'Union à Cold Harbor. Le général Grant réalisa que la prise de Petersburg rendrait impossible la défense de Richmond. Cette approche constituait un changement de stratégie par rapport à la campagne Overland, durant laquelle la priorité était de défaire les armées de Lee directement sur le champ de bataille. Grant possédait des moyens supérieurs à l'adversaire, et savait que l'attaque de cette place lui permettrait d'attirer Lee et de l'assiéger aussi, ou à défaut l'obligerait à un combat décisif à découvert.
Lee pensa d'abord que la cible principale de Grant était Richmond, et envoya le minimum de troupes, sous le commandement du général Beauregard, pour défendre Petersburg.

## Forces en présence

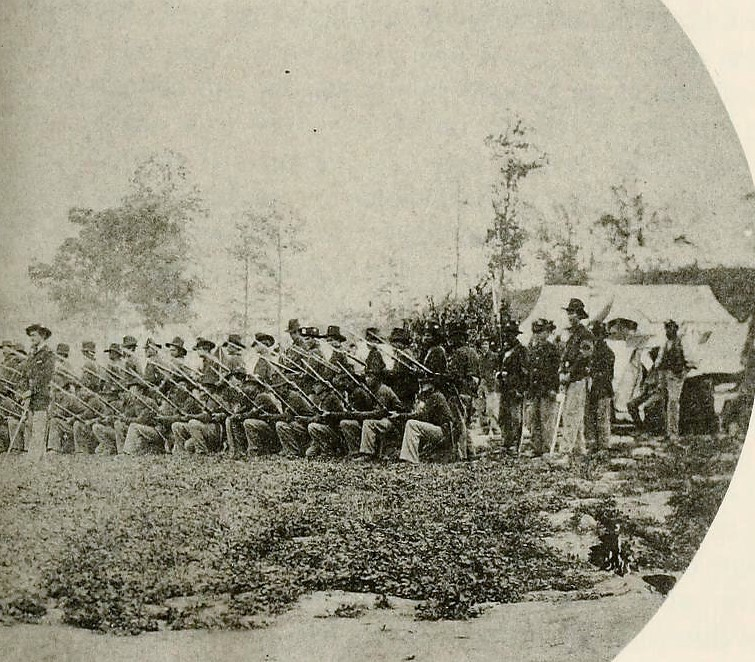
Fantassins de l'armée de l’Union à l'entrainement durant le siège.

Au début de la campagne, les forces fédérales étaient constituées de l'armée du Potomac, commandée par le major-general George G. Meade, et de l'armée de la James, dirigée par le major-général Benjamin Butler. Les forces confédérées étaient composées par l'armée de Virginie du Nord et par un groupe disparate et peu organisé de 10 000 hommes, incluant des adolescents et des hommes âgés, sous les ordres de Beauregard.
Bien que les effectifs varièrent au cours des mois, les confédérés demeurèrent en infériorité numérique. Lors de l'assaut initial, 15 000 soldats de l'Union firent face à 5 400 hommes commandés par Beauregard. Le 18 juin, les effectifs des fédéraux dépassaient les 67 000 hommes, face à 20 000 confédérés. Au milieu du mois de juillet, l'armée de l'Union atteignit 70 000 hommes, et 36 000 confédérés étaient alors rassemblés autour de Petersburg. Dans le même temps, à Richmond, Butler dirigeait une force de 40 000 hommes face à 21 000 confédérés.
Malgré les pertes énormes subies durant la campagne Overland, l'armée de l'Union avait pu regarnir ses effectifs et se réapprovisionner, grâce aux troupes stationnées à Washington et au nombre grandissant de soldats des United States Colored Troops. À la fin du siège, Grant disposait de 125 000 hommes pour engager la campagne de l'Appomattox. L'armée confédérée, en comparaison, ne put totalement compenser les pertes subies lors des combats, ou dues à la maladie et aux désertions.

## Différents engagements et les conséquences du siège
L'objectif de Lee fut de tenir jusqu'aux élections de novembre 1864 dans les États du Nord, qui se trouvaient dans une impasse stratégique à ce moment-là : Sherman était bloqué à Atlanta, et le mouvement d'opposition à la guerre croissait de jour en jour. Les Sudistes espéraient que Lincoln serait battu par un candidat pacifiste (l'ancien commandant nordiste George McClellan, démocrate), avec qui ils pourraient négocier. Survint la victoire décisive de Sherman à Atlanta le 2 septembre, qui ruina leurs espoirs. Lincoln obtenait là le succès militaire attendu, et fut réélu.

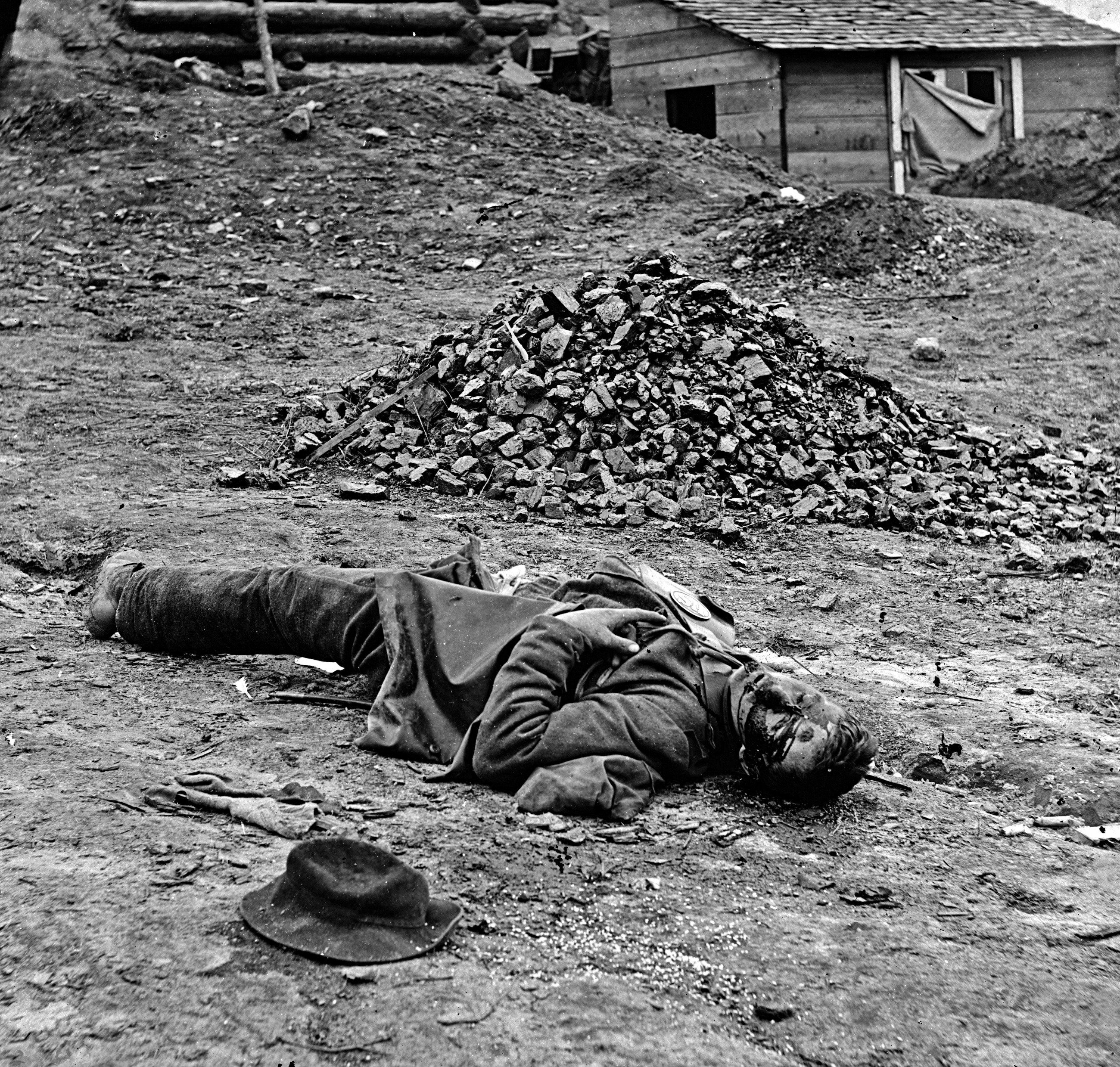
Soldat confédéré tué dans les tranchées à Petersburg.

Afin de briser le siège de Pétersburg, les Confédérés tentèrent de prendre d'assaut les tranchées nordistes située aux alentours de Fort Stedman, le 25 mars 1865. Ce fut un échec qui entraîna la chute de Petersburg les 2 et 3 avril.
Après cette victoire et celle de Five Forks, Grant ordonna un assaut sur toute la ligne de défense confédérée. Le 6e corps de Wright attaqua les forces retranchées sur la route de Boydton Plank et effectua une percée décisive. Le 24e corps de Gibbon submergea Fort Gregg (en) après une défense héroïque des confédérés. Le 9e corps de Parke prit d'assaut les tranchées situées à l'est de la ville, mais rencontra une résistance acharnée. Dans les jours qui suivirent, Lee retira ses forces de Petersburg et de Richmond, et prit la direction de l'ouest pour tenter de rejoindre les unités commandées par le général Joseph E. Johnston en Caroline du Nord. La campagne de l'Appomattox qui s'ensuivit conduisit Lee à la reddition le 9 avril lors de la bataille d'Appomattox.
Le siège de Petersburg fut coûteux pour les deux protagonistes : 11 386 soldats de l'Union et environ 4 000 confédérés furent tués durant les premiers assauts de juin 1864. Les pertes durant le siège, sont estimées à 42 000 hommes pour l'armée de l'Union et 28 000 pour les confédérés, sans compter les blessés.